# Phyllomimus musicus
Phyllomimus musicus är en insektsart som beskrevs av George Clifford Carl 1914. Phyllomimus musicus ingår i släktet Phyllomimus och familjen vårtbitare. Inga underarter finns listade i Catalogue of Life.